# Nathaniel Philbrick
Nathaniel Philbrick (11 de junio de 1956) es un escritor estadounidense y miembro de la familia Philbrick. Ganó en el año 2000 el Premio Nacional del libro por su novela En el Corazón del Mar: La Tragedia del Whaleship Essex. Su libro de 2006 Mayflower: Una Historia de Valor, Comunidad y guerra fue nombrado uno de los 10 mejores del año por el The New York Times y fue finalista para el Pulitzer de Historia.

## Vida personal
Nathaniel Philbrick nació en Boston, Massachusetts, hijo de Marianne (Dennis) y Thomas Philbrick, un profesor de inglés. Actualmente vive en Nantucket, Massachusetts.
Philbrick Está casado con Melissa Douthart Philbrick, Directora Ejecutiva de Quedar Nantucket. Tienen dos niños, Jennie y Ethan. Se mudó a Nantucket, en 1986, y es una autoridad principal en la historia de la isla.

## Educación
Philbrick se graduó en el Taylor Allderdice Instituto en Pittsburgh, Pensilvania, ganó su grado en inglés en Brown University y el máster en literatura americana en Duke University.

## Carrera
Después de graduarse Philbrick trabajó cuatro años en la revista Sailing World primero como freelance y luego fijo. Después de mudarse a Nantucket en 1986, se interesó en la historia de la isla y escribió Away Off Shore: Nantucket and his people. 
En 2000 la editorial Seix Barral publicó En el Corazón del Mar. con traducción a cargo de Jordi Beltrán.
Nathaniel publicó en 2003 Sea of Glory: el viaje de América del Descubrimiento. En 2006, Philbrick publicó una nueva historia sobre la fundación de Plymouth en los Estados Unidos, Mayflower: Una Historia de Valor, Comunidad, y Guerra. En 2010 La Última Posición: Custer, Toro Sentando y la Batalla de Little Bighorn. En 2010 Bunker HIll: Una Ciudad, Un Asedio, Una Revolución, ambientada en Boston durante los años tempranos de la Revolución Americana.

## Obras

### No ficción
Autobiografías
- Second Wind: A Sunfish Sailor's Odyssey. Mill Hill Press, 1999.

Guías
- Yaahting: A Parody. 1984.
- The Passionate Sailor. Contemporary Press, 1987.

Historia
- Away Off Shore: Nantucket Island and Its People, 1602-1890. Penguin, 1993. ISBN 978-0143120124
- Abram's Eyes: The Native American Legacy of Nantucket Island. Mill Hill Press, 1998.
- En el corazón del mar (In the Heart of the Sea: The Tragedy of the Whaleship Essex). Penguin, 1999. ISBN 0-14-100182-8
- Sea of Glory: America's Voyage of Discovery: the U.S. Exploring Expedition, 1838-1842. New York: Viking, 2001. ISBN 067003231X OCLC 52086279
- Revenge of the Whale: The True Story of the Whaleship Essex. Putnam Juvenile, 2002.
- Mayflower: a Story of Courage, Community, and War. New York: Viking, 2006. ISBN 0-670-03760-5 OCLC 62766154
- The Mayflower and the Pilgrims’ New World: The Story of Plymouth Colony for Young Readers. Putnam Juvenile, 2006.
- The Last Stand: Custer, Sitting Bull, and the Battle of the Little Bighorn. New York: Viking, 2010. ISBN 0670021725 OCLC 456171728
- Bunker Hill: a City, a Siege, a Revolution. New York: Viking, 2013. ISBN 0-670-02544-5 OCLC 818953755
- The First Thanksgiving, 2013
- Valiant Ambition: George Washington, Benedict Arnold, and the Fate of the American Revolution. New York: Viking, 2016. ISBN 978-0525426783[11]
- In the Hurricane's Eye: The Genius of George Washington and the Victory at Yorktown, 2018.[11]

Opinión
- Why Read Moby Dick? New York: Viking, 2011. ISBN 978-0670022991

## Adaptaciones
En el Corazón del Mar es la base de la película de Warner Bros del mismo título dirigida por Ron Howard y protagonizada por Chris Hemsworth, Benjamin Walker, Ben Wishaw, y Tom Holland, estrenada en diciembre de 2015.
La Última Posición actualmente está siendo adaptada para una serie televisiva de diez horas.
Bunker Hill va a ser adaptada por Warner Bros. Se rumorea a Ben Affleck como director.